# Tetradecasílabo
Un tetradecasílabo es un verso de arte mayor de catorce sílabas métricas. Su tipo más empleado es por mucho el alejandrino, bastante menos usuales son el tetradecasílabo dactílico y el trocaico.

## Tipos de tetradecasílabo

### Alejandrino
Es un tetradecasílabo que se caracteriza por estar compuesto de dos hemistiquios, de siete sílabas cada uno, separados por una pausa equivalente a la del final del verso y que, por lo tanto, no permite la sinalefa.
En la poesía en español, ha sido muy empleado desde los cantares de gesta hasta la actualidad, y, especialmente, muy popular durante el mester de clerecía y el modernismo.
Como ejemplo de alejandrino se pueden citar los versos del soneto «Caupolicán» de Rubén Darío:

Es algo formidable que vio la vieja raza:

robusto tronco de árbol al hombro de un campeón

salvaje y aguerrido, cuya fornida maza

blandiera el brazo de Hércules, o el brazo de Sansón.

### Dactílico
El tetradecasílabo dactílico se caracteriza por llevar acentuadas las sílabas primera, cuarta, séptima, décima y decimotercera.
Es un metro muy poco utilizado en la poesía en español. Vicuña Cifuentes dice sobre el mismo: «Este verso no tiene historia o, por lo menos nosotros no la conocemos». Sin embargo, Domínguez Caparrós cita como ejemplo los versos escritos por Gertrudis Gómez de Avellaneda:

Sale la aurora risueña de flores vestida,

dándole al cielo y al campo variado color;

todo se anima sintiendo brotar nueva vida,

cantan las aves, y el aura suspira de amor

'Dactílico' hace referencia al pie utilizado en la métrica grecolatina llamado 'dáctilo', el cual se conformaba de una sílaba breve seguido de dos largas. El tetradecasílabo dáctilico español se podría considerar compuesto de cinco pies de una sílaba acentuada seguida de dos átonas (con la posible salvedad del último pie):
"Sale la au|rora ri|sueña de| flores ves|tida"

### Trocaico
Es un tetradecasílabo caracterizado por llevar sus acentos métricos únicamente en sílabas impares.
Al igual que el anterior también ha sido poco utilizado en la poesía en español.
Un ejemplo de estos versos, serían los de Manuel González Prada:

Soplo de los mares, mensajera del verano,

tienes la dulzura de la miel y de los besos;

tú con la invencible seducción de lo escondido

vienes de parajes ignorados por el hombre.

'Trocaico' hace referencia al pie troqueo utilizado en la métrica grecolatina, el cual consta de dos sílabas, la primera larga y la segunda breve. En métrica española se considera 'cláusula trocaica' a aquella también compuesta de dos sílabas, la primera tónica y la segunda átona, sin embargo, dado que la acumulación de muchos acentos podría resultar insoportable, basta con que los acentos recaigan únicamente en sílabas impares para considerar que el ritmo de un verso es trocaico.